# 戴克·蒙哥馬利
戴克·凱德·蒙哥馬利-哈維（英語：Dacre Kayd Montgomery-Harvey，1994年11月22日—）是一位澳大利亞男演員。較為著名的是在電視劇《怪奇物語》中飾演 比利和2017年電影《金剛戰士》中飾演英傑·李·史考特。

## 早期生活
戴克·蒙哥馬利出生於珀斯。他的母親是加拿大人，而父親則是紐西蘭人，在蒙哥馬利出生時，兩人就已從事電影業。他9歲時就已參與舞台劇的演出。
在就讀珀斯當地的伊迪斯科文大學的西澳演藝學院時，他本身相當崇拜從西澳表演藝術學院畢業的休·傑克曼；並對希斯·萊傑也相當敬佩，這啟發了自己走上好萊塢之路。

## 職業生涯
蒙哥馬利的職業生涯是從參演2010年的短片《Bertrand the Terrible》開始。2011年，他出演了電視劇《Family Tree》的試播集。2015年10月，宣布他被獲選在改編自電視劇《金剛戰士》的重啟版電影中飾演傑森／紅衣戰士。該片定於2017年上映。而他也在澳大利亞和英國合拍的2011年喜劇片《伴郎我最High》的續集《A Few Less Men》中參演。
2016年，蒙哥馬利加入了Netflix超自然科幻電視劇《怪奇物語》第二季中的演出，第二季於2017年播出。

## 作品列表

### 電影
| 年份 | 標題                  | 角色                     | 附註 |
| ---- | --------------------- | ------------------------ | ---- |
| 2011 | Bertrand the Terrible | Fred                     | 短片 |
| 2015 | Godot's Clinic        | Barnabus Stottle         |      |
| 2017 | 《少了一些人》        | Mike                     |      |
| 2017 | 《金剛戰士》          | 英傑·李·史考特／紅衣戰士 |      |
| 2017 | 《安全鄰域》          | Jeremy                   |      |
| 2017 | 《分手紀念品》        | Nick Danielson           |      |
| 2022 | 《艾維斯》            | 史特夫·賓德爾            |      |

### 電視
| 年份      | 標題         | 角色        | 附註                |
| --------- | ------------ | ----------- | ------------------- |
| 2017–2019 | 《怪奇物語》 | 比利·哈格夫 | 主要角色（第2-3季） |

### MV
| 年份 | 標題          | 藝人             | 角色   | 附註 |
| ---- | ------------- | ---------------- | ------ | ---- |
| 2015 | 〈Old Souls〉 | Make Them Suffer | Robert |      |
| 2017 | 〈城堡〉      | 安格斯和茱莉亞   | 男主角 |      |

## 外部連結
- 戴克·蒙哥馬利在互联网电影资料库（IMDb）上的資料（英文）